# Japanagromyza jamaicensis
Japanagromyza jamaicensis este o specie de muște din genul Japanagromyza, familia Agromyzidae, descrisă de Spencer în anul 1963. Conform Catalogue of Life specia Japanagromyza jamaicensis nu are subspecii cunoscute.